# اليجان
اليجان (بالإنجليزية: Iligan) هي مدينة عالية التحضر، تتبع مينداناو الشمالية، ولاناو ديل نورتي، بلغ عدد سكانها 322٬821  نسمة، في 1 مايو 2010، تبلغ مساحتها 813٫37 كيلومتر مربع، رمزها البريدي هو 9200.

## الموقع
تشترك في الحدود مع:
- Linamon [الإنجليزية]‏.

## التقسيمات الإدارية
- Suarez, Iligan [الإنجليزية]‏
- Tambacan, Iligan [الإنجليزية]‏.

## أعلام
- سايروس باغيو